# Amy Bloom
Amy Beth Bloom (nascida em 1953) é uma escritora e psicoterapeuta americana. Ela é professora de escrita criativa na Wesleyan University e foi indicada ao National Book Award e ao National Book Critics Circle Award.

## Biografia
Bloom é filha de Murray Teigh Bloom (1916–2009), um autor, e Sydelle J. Cohen, uma psicoterapeuta. Bloom recebeu o título de Bacharel em Artes em Teatro/Ciência Política, magna cum laude, Phi Beta Kappa, da Wesleyan University, e um MSW (Mestrado em Serviço Social) do Smith College.
Atualmente, Bloom é a 'escritor residente' da Universidade da Família Kim-Frank na Wesleyan University (em vigor desde 1º de julho de 2010). Anteriormente, ela foi professora sênior de escrita criativa no departamento de inglês da Universidade de Yale, onde lecionou Escrita Avançada de Ficção, Escrita para Televisão e Escrita para Crianças.
Bloom escreveu artigos em periódicos como The New Yorker, The New York Times Magazine, the Atlantic Monthly, Vogue, Slate, e Salon.com. Seus contos apareceram em The Best American Short Stories, The O. Henry Prize Stories  e várias outras antologias, e ganhou um National Magazine Award. Em 1993, Bloom foi indicada ao National Book Award for Fiction por Come to Me: Stories, e em 2000 foi finalista do National Book Critics Circle Award por A Blind Man Can See How Much I Love You.
Embora formada em assistência social, ela exerceu a psicoterapia. Depois de passar por treinamento como assistente social clínica na Smith College School for Social Work, Bloom usou seu conhecimento de psicoterapia para criar o programa de TV State of Mind, da rede Lifetime Television, em 2007, que analisava a vida profissional dos psicoterapeutas. Ela é listada como criadora, coprodutora executiva e redatora principal da série.
Em agosto de 2012, Bloom publicou seu primeiro livro infantil, intitulado Little Sweet Potato (HarperCollins). De acordo com o The New York Times, a história "segue os julgamentos de um jovem tubérculo 'irregular, atarracado e acidentado' que é acidentalmente expulso de seu canteiro de jardim e precisa encontrar um novo lar. Em sua jornada, ele é castigado primeiro por um bando de cenouras xenófobas, depois por uma gangue ameaçadora de berinjelas vaidosas."

## Vida pessoal
Bloom atualmente reside em Connecticut. Embora às vezes seja referida como prima do crítico literário Harold Bloom, ela diz que sua "primosidade é inteiramente artificial e volitiva".
Ela foi casada com dois homens e teve um relacionamento com uma mulher, entre os casamentos. Ela tem três filhos com seu primeiro marido, James Donald Moon. Sua irmã, Ellen Bloom, é casada com o físico Michael Lubell. A morte assistida de seu segundo marido, Brian Ameche, é o tema de seu livro de memórias, In Love: A Memoir of Love and Loss.
Seu pai era o escritor freelance Murray Teigh Bloom, fundador e ex-presidente da Sociedade Americana de Jornalistas e Autores.

## Trabalhos

### Ficção

#### Romances
- Love Invents Us (1997)
- Away (2007)
- Lucky Us (2014)
- White Houses (2018)

#### Contos
- Come to Me: Stories (1993)
- A Blind Man Can See How Much I Love You: Stories (2000)
- The Story (2006)
- Where the God of Love Hangs Out (2009)
- Rowing to Eden (2015)

### Não ficção
- Normal: Transsexual CEOs, Cross-dressing Cops, and Hermaphrodites with Attitude (2002)
- In Love: A Memoir of Love and Loss (2022)

### Roteiros, teleplays e programas de televisão
- State of Mind (2007)
- Wish Dragon (2021)